# Ophodni brod
Ophodni brod  (ophodni čamac) naziv je za mali ratni brod čiji je zadatak obrana obale, odnosno nadziranje teritorijalnih voda. U praksi se ophodni brodovi danas uglavnom koriste u svrhu borbe protiv krijumčara, gusara, odnosno pomorske gerile. 

## Opis
Obično imaju oko 30 m dužine, te su naoružani jednim lakim protuzračnim topom ili s nekoliko strojnica. Često su po svom dizajnu prilično slični torpednim i raketnim čamcima.
Ophodni čamci se osim na morima, koriste i na rijekama, odnosno jezerima. 
Osim ratnih mornarica ih koriste organizacije poput obalne straže, carine i policije.

## Primjeri
- Ophodni brodovi klase Stenka
- Obalni ophodni brod Omiš

## Vanjske poveznice
- Ophodni brod Hrvatska tehnička enciklopedija, portal hrvatske tehničke baštine. LZMK